# Erwin Bradasch
Erwin Bradasch (* 8. Januar 1981 in Darmstadt) ist ein ehemaliger deutscher Fußballspieler und heutiger -trainer.

## Als Spieler
Der 1,82 m große Mittelfeldspieler begann seine Karriere bei den hessischen Vereinen RSV Germania Pfungstadt und FC Alsbach. 1997 wechselte er zum KFC Uerdingen 05, wo er 1999 auf sechs Einsätze in der 2. Fußball-Bundesliga kam. Danach folgten Stationen u. a. beim FC Augsburg, Wormatia Worms und Eintracht Trier.

## Als Trainer
Im Sommer 2012 wechselte Bradasch zum Oberligisten SV Mehring, wo er von März bis Dezember 2013 auch Co-Trainer war. Dann trainierte er ein Jahr lang den unterklassigen Verein SG Niederkail. Von 2016 bis 2019 war er der Co-Trainer des luxemburgischen Erstligisten F91 Düdelingen unter Cheftrainer Dino Toppmöller. Anschließend wechselte er gemeinsam mit Toppmöller zum belgischen Zweitliga-Aufsteiger Royal Excelsior Virton, wurde dort jedoch Anfang Dezember 2019 vom Verin entlassen. Ab der Rückrunde der Saison 2020/21 trainierte er den luxemburgischen Drittligisten CS Grevenmacher. 
Zur Saison 2023/24 wechselte Bradasch zum Bundesliga-Verein Eintracht Frankfurt, wo er erneut als Co-Trainer unter Toppmöller fungierte. Zum Ende der Saison verließ er die Eintracht wieder.